# Cefalexina
La cefalexina  rientra fra le cefalosporine (agenti battericidi) di prima generazione.

## Indicazioni
La cefalexina è attiva contro un'ampia gamma di batteri gram-positivi e gram-negativi. È indicata nel trattamento delle infezioni dell'apparato respiratorio, infezioni dell'apparato urinario, infezioni otorinolaringoiatriche, infezioni ostetrico-ginecologiche, infezioni cutanee, ossee e dei tessuti molli. Trova impiego anche nel trattamento di gonorrea e sifilide. 
La cefalexina, a giudizio del clinico, è utilizzabile in gravidanza e durante l'allattamento, analogamente alle altre cefalosporine di prima generazione.

## Controindicazioni
Allergia alle cefalosporine o in caso di allergia crociata alle penicilline. Sconsigliato in soggetti con insufficienza renale, ipersensibilità nota al farmaco.

## Effetti indesiderati
Fra gli effetti collaterali più frequenti si riscontrano rash, vertigini, orticaria, cefalea, nausea, diarrea, gastrite, dispepsia, trombocitopenia, forme di artriti, insonnia.